# Dan Norton
Daniel John "Dan" Norton (Gloucester, 22 de março de 1988) é um jogador de rugby sevens britânico, medalhista olímpico

## Carreira
Norton integrou o elenco da Seleção Britânica de Rugbi de Sevens, nos Jogos Olímpicos Rio 2016, conquistando a medalha de prata.